# Santiago Apoala
Santiago Apoala è un comune del Messico, situato nello stato di Oaxaca.